# Dennis Rapier

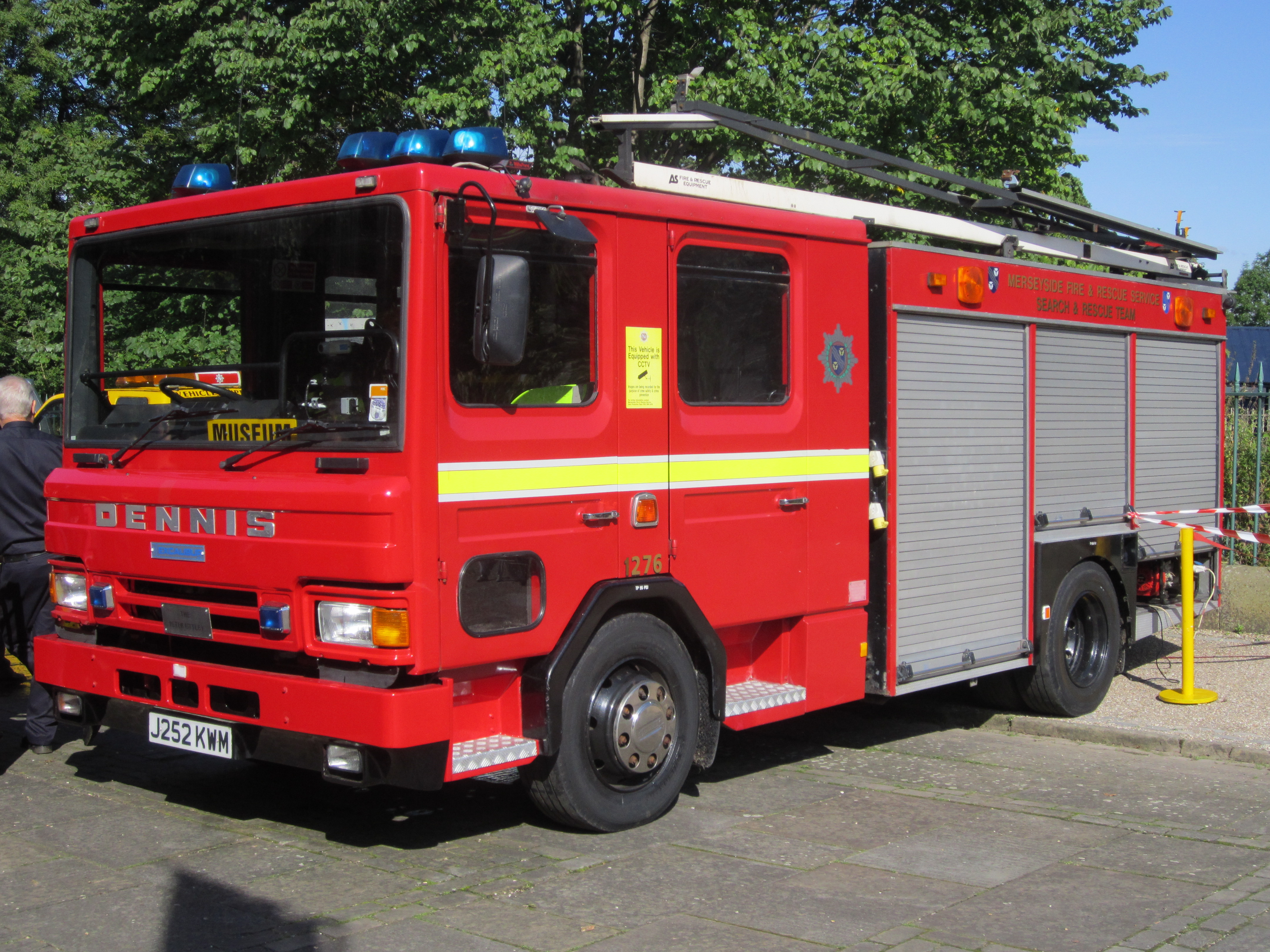
Dennis Rapier в Мерсисайде

Dennis Rapier — среднетоннажный пожарный автомобиль, выпускаемый компанией Dennis Specialist Vehicles (позднее Alexander Dennis) с 1991 по 2009 год.

## История
Производство автомобиля Dennis Rapier стартовало в 1991 году. Модель представляет собой автомобиль, очень похожий на предшественника, но с переработанной радиаторной решёткой и прямоугольными фарами.
В 1993 году автомобиль прошёл фейслифтинг на заводе Capoco Design. Кабина оборудована обтекателями и поднимается на 42 градуса. В 1994 году автомобиль получил премию British Design Award.
Автомобиль оснащён дизельным двигателем внутреннего сгорания Cummins C260-21 и пятиступенчатой автоматической трансмиссией Allison MCDR. Подвеска автомобиля — пневматически-рычажная. Максимальная скорость — 121 км/ч.
Параллельно с Dennis Rapier также производился Dennis Sabre с 1995 года. Изначально производство планировалось завершить в 2000 году, параллельно с Renault Midliner, однако оно было продлено до 2009 года.